# Larry Ferguson
Pour les articles homonymes, voir Ferguson.
Larry F. Ferguson est un scénariste américain, né en 1940.

## Filmographie

### Cinéma

#### Scénariste
- 1981 : St. Helens (en)
- 1986 : Highlander
- 1987 : Le Flic de Beverly Hills 2
- 1988 : Presidio : Base militaire, San Francisco
- 1990 : À la poursuite d'Octobre rouge
- 1991 : Talent for the Game
- 1992 : Alien 3
- 1996 : Risque maximum
- 2002 : Rollerball

#### Acteur
- 1990 : À la poursuite d'Octobre rouge

### Télévision

#### Scénariste
- 1992 : Arizona Rider (en)

#### Réalisateur
- 1992 : Arizona Rider (en)

#### Acteur
- 1992 : Arizona Rider (en)

## Distinctions

### Nominations
- Saturn Award :
  - Saturn Award du meilleur scénario 1993 (Alien 3)
- Prix Hugo :
  - Meilleur film 1993 (Alien 3)